# كامل اللالا
كامل اللالا (1944 - 10 نوفمبر 2020) هو مقرئ ومؤذن المملكة الأردنية الهاشمية، حيث كان مقرئ المسجد الحسيني الذي يُعد أقدم مساجد العاصمة الأردنية عمّان حتى وفاته. كان الشيخ كامل قد وُلد عام 1944 وتفرغ لحفظ القرآن الكريم وتلاوته منذ الصغر على يد الشيخ حسين بطاح والشيخ مصطفى مرعي وغيرهما من القُرّاء.
كان الشيخ كامل معروفًا لتلاوته وابتهالاته منذ أواخر خمسينيات القرن العشرين في المسجد الحسيني ومسجد الملك عبد الله الأول وعبر الإذاعة الأردنية وإذاعة القرآن الكريم. اشتهر بتلاوته القرآنية وموشحاته الدينية قبيل أذاني الفجر والمغرب خلال شهر رمضان، حيث كان يبدأ موشحاته بقول «أفلح من قال لا إله إلا الله»، والتي كانت جزءًا ومَعلمًا من معالم شهر رمضان في الأردن.

## وفاته
تُوفي في 10 نوفمبر (تشرين الثاني) 2020 ميلاديًا الموافق 24 ربيع الأول 1442 هجريًا في عمّان عن عمرٍ ناهز 76 عامًا. نعاه وزير الأوقاف والشؤون والمقدسات الإسلامية محمد الخلايلة، كما نعاه رئيس الديوان الملكي الهاشمي يوسف العيسوي بصفته مندوبًا عن الملك عبد الله الثاني بن الحسين.